# Pelomys
Pelomys là một chi động vật có vú trong họ Muridae, bộ Gặm nhấm. Chi này được Peters miêu tả năm 1852. Loài điển hình của chi này là Mus (Pelomys) fallax Peters, 1852.

## Các loài
Chi này gồm các loài: